# Литературный музей имени П. А. Ойунского
Литературный музей им. П. А. Ойунского открыт в Якутске 17 апреля 1970 года.

## История
Открыт 17 апреля 1970 года. Музею присвоено имя видного государственного общественного деятеля, основоположника якутской советской литературы Платона Алексеевича Ойунского. В начале музей был организован как литературный музей в доме, где проживал Платон Ойунский со своей семьёй в 1935—1938 годах.
В 1980 году было открыто новое здание музея.
Директор музея — Николай Алексеевич Лугинов.

## Разделы музея
- Истоки развития якутской письменной литературы.
- Создание массовой письменности.
- Якутские классики — основоположники якутской литературы.
- Современная якутская литература (по жанрам).
- Дружба литератур — дружба народов.
- Литературно-художественный орган союза писателей Якутии.

В постоянной экспозиции также есть раздел, посвящённый репрессированным писателям Якутии. Среди экспонатов — копии фотографий и документов, в том числе из следственных и личных дел. Всего список репрессированных писателей Якутии насчитывает 28 человек.

## Состав музейного комплекса
- Мемориальный дом-музей.
- Якутская юрта (якут. балаҕан) — точная копия балагана, где родился и вырос Платон Ойунский.